# آگوستین کوروهینکا
آگوستین کوروهینکا (انگلیسی: Agustín Curruhinca؛ زادهٔ ۶ ژانویهٔ ۲۰۰۰) بازیکن فوتبال اهل آرژانتین است.
از باشگاه‌هایی که در آن بازی کرده‌است می‌توان به باشگاه فوتبال اتلتیکو هوراکان اشاره کرد.